# 原彰化第二幼稚園
原彰化第二幼稚園位於臺灣彰化縣彰化市，民國時期改稱「大成幼稚園」，於民國95年（2006年）9月26日公告為歷史建築，現經整修後作為餐廳使用。其所在地原建有白沙書院，因市街改正而被拆毀。

## 沿革

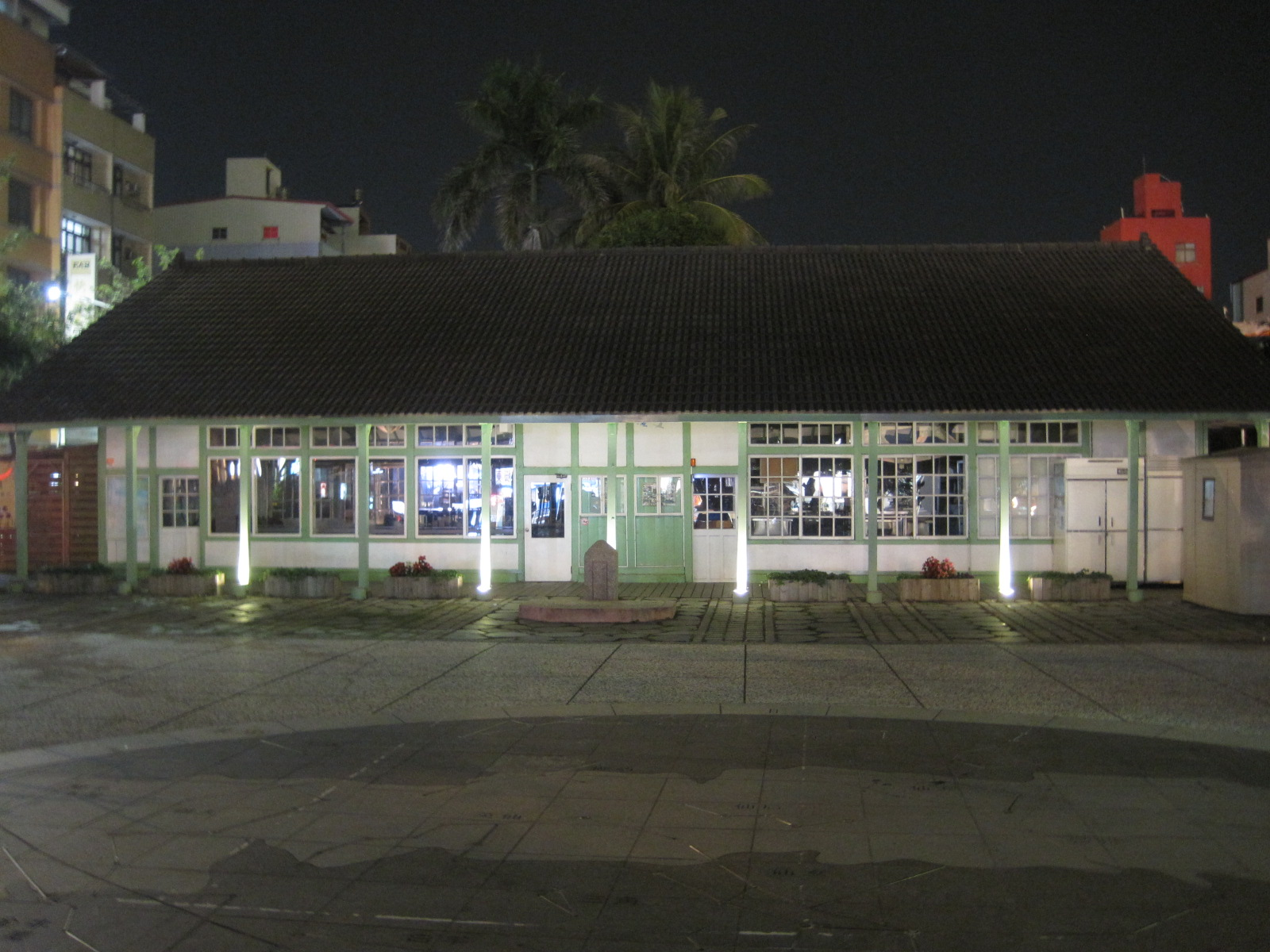
夜間景色

彰化第二幼稚園所在地原本是建於清乾隆十年（1745年）的白沙書院，該書院在日治時期因為市街改正而被拆毀，後來大正六年（1917年）時當地仕紳楊吉臣號召下，在書院舊址設立了彰化第二幼稚園，到了1945年時停辦。後來在民國37年（1948年）5月21日時將中山與民生國小的幼稚班合併，在此成立彰化市大成幼稚園，主任為吳雪琴。民國39年（1950年）10月21日因為行政區劃改制，正式園名改為彰化縣彰化市大成幼稚園。

## 建築
彰化第二幼稚園教室為木構建築，前有迴廊，牆上為了通風採光而開有許多窗戶，而兩側的山牆則為木製雨淋板。